# Наводнение в Афганистане и Пакистане (2013)
В августе 2013 года пограничные регионы Афганистана и Пакистана подверглись затоплению из-за ливней. Больше 160 человек погибли как результат наводнения

## Предыстория
Пакистан и Афганистан часто потрясают наводнения во время сезона дождей . В 2010 году наводнение в Пакистане повлекло за собой гибель более 1700 человек и послужило причиной крупных разрушений..

## Наводнение
31 июля 2013 года на территории Афганистана и Пакистана обрушился сильнейший ливень, приведший к масштабным наводнениям в обеих странах. Паводок длился шесть дней, и прекратился только 5 августа; к этому времени в большинстве затопленных районов, кроме одного района пакистанской провинции Хайбер-Пахтунхва уровень воды нормализовался.

## Жертвы

### Пакистан
В Пакистане, по состоянию на 5 августа, наводнение унесло жизни 80 человек; более 30 человек получили ранения. К 13 августа число погибших выросло до 83 человек, а число раненых — до 94 человек. Большинство погибших погибли в результате разрушения паводком своих домов либо в результате удара электротоком от упавших линий электропередач. Также в СМИ приводилась статистика погибших от наводнения по регионам:
- Федерально управляемые племенные территории — 12;
- Азад Кашмир — 3;
- Пенджаб — 12;
- Белуджистан — 10;
- Хайбер-Пахтунхва — 8;
- Синд — 8[2][6].

Общее число пострадавших от наводнения оценивается в 66 000 человек. Больше всего от наводнения пострадал город Карачи на юге Пакистана, где паводок привел к полному разрушению инфраструктуры бедных районов.

### Афганистан
Наводнение затронуло в основном горные районы южного и юго-восточного Афганистана. По состоянию на 14 августа число погибших от наводнения оценивалось в 90 человек. Также в СМИ приводилась статистика пострадавших по провинциям:
- Кабул, округ Суроби[англ.] — 61 человек погиб, разрушено около 500 домов;
- Хост и Нангархар — 24 человека погибли, разрушено 50 домов, уничтожены тысячи гектаров сельхозугодий;
- Нуристан — разрушено более 60 домов, жертв нет[1][7].